# Ден Баклі
Ден Баклі (англ. Dan Buckley) — генеральний директор Marvel Entertainment, видавець Marvel Enterprises (2003 р.), президент Marvel Worldwide (2010 р.).

## Біографія
Ден Баклі виріс у північній частині штату Нью-Йорк, а потім почав жити у самому Нью-Йорку. У 1989 році він закінчив Університет Святого Лаврентія зі степенем бакалавра економіки. Баклі вирішив продовжити навчання в Політехнічному інституті Ренсселера, де у 1991 році отримав ступінь MBA в галузі маркетингу і міжнародних відносин. У рамках навчання у Ренсселері він пройшов навчання з програми обміну MBA у Міжнародному університеті Японії.
У 1990 році Баклі приєднався до Marvel Enterprise, де обіймав посади у різноманітних сферах — від розробки нової продукції до міжнародної видавничої діяльності. Останньою посадою Дена Баклі є посада віцепрезидента з маркетингу у 1997 році.
У 1997 році Баклі пішов з Marvel до Radiate Group, Inc. Останньою посадою у Radiate також була посада віцепрезидента, але з операцій та комунікацій у 2003 році. У той час він жив у Флориді.
У 2003 році повернувся до Marvel, де він був видавцем Marvel Enterprises. У 2010 році Баклі обійняв посаду президента друкованого, анімаційного та цифрового підрозділів Marvel Worldwide. 18 січня 2019 році він був призначений генеральним директором Marvel Entertainment.